# Andreas Mogensen
Andreas Mogensen Enevold  (Copenhague, Dinamarca, en 1976) es el primer astronauta danés de la historia. 
En Dinamarca, trabajó como ingeniero de la R&D del departamento de Vestas en Dinamarca. Él ha estado trabajando en Alemania como un ingeniero en sistema de control de actitud y órbita y orientación, navegación y control para HE Operaciones Espaciales asociada con la misión SWARM. Su posición cuando fue seleccionado por la ESA era ingeniero aeroespacial en el Centro Espacial de Surrey, Universidad de Surrey, el también vive en Inglaterra.
Durante su carrera también pasó un tiempo en Tailandia, Singapur, Portugal, Congo y los EE. UU. Sus pasatiempos incluyen Rugby, montañismo y submarinismo.

## Carrera en la ESA
Mogensen fue seleccionado para convertirse en el primer astronauta de Dinamarca por la Agencia Espacial Europea en mayo de 2009. Completó la formación inicial y se convirtió en un miembro del Cuerpo Europeo de Astronautas en noviembre de 2010.
En septiembre de 2015 Andreas Mogensen fue lanzado al espacio la Soyuz TMA-18M hacia la Estación Espacial Internacional, y regresó a la tierra en la Soyuz TMA-16M diez días después. Su compañera original era la cantante de opera Sarah Brightman, pero esta última decidió suspender su viaje,  el remplazante de Sarah es el astronauta kazajo Aidyn Aimbetov. Sergey Volkov fue el piloto de ascenso en la TMA-18M y Gennady Padalka fue el piloto de descenso en la TMA-16M.
En mayo de 2022 la NASA anuncio parte de la tripulación de SpaceX Crew-6 junto a sus reservas, que serían la tripulación de la SpaceX Crew-7. Mogensen sería el primer piloto de una cápsula Dragon de una agencia distinta a la NASA como parte de la Crew-7.
Posteriormente la ESA, anunció que la segunda misión de Mogensen a la ISS se llamaría Huginn. Actualmente esta previsto su lanzamiento para agosto de 2023 en la Crew-7.

## Educación
- O-Levels en la Rygaards International School, Dinamarca, 1993
- Internacional studentereksamen en Copenhagen International School  , Dinamarca, 1995 .
- Maestría en Ingeniería Aeronáutica en el Imperial College London, Londres, 1999.
- Doctorado en Ingeniería Aeroespacial en la Universidad de Texas, Austin, 2007.

## Blog
Andreas Mogensen blogs sobre el espacio y la vida como astronauta en el sitio web de ciencia danesa Videnskab.dk.